# Digital Pinball: Necronomicon
Digital Pinball: Necronomicon (デジタルピンボール ネクロノミコン), também conhecido simplesmente por Necronomicon, é um jogo eletrônico de pinball desenvolvido pela KAZe Co. Ltd. para o console Sega Saturn e publicado em 15 de novembro de 1996. Como o título indica, o tema e a inspiração do jogo são derivados do livro de ficção Necronomicon, do autor H.P. Lovecraft.
Foi lançado apenas no Japão. Apesar de sua raridade, os fãs de pinball digital consideram este o melhor jogo de pinball digital em qualquer plataforma.
Digital Pinball: Necronomicon é uma sequência de Digital Pinball: Last Gladiators. Como com seu antecessor, as tabelas são exibidas em uma visão isométrica, semelhante à série Pro Pinball. Existe um manual dentro do jogo que explica a mecânica de pontuação (que inclui um modo multiball) de cada mesa. O jogo também oferece um modo para dois jogadores.
O jogo ganhou notoriedade por conta de duas de suas músicas da trilha-sonora terem sido compostas e tocadas pelo guitarrista John Petrucci.

## O Jogo
A premissa do jogo é que o player é um monge que descobriu um Tome of Eldritch Lore, o infame Necronomicon. O ato de ler o livro induz uma série de visões enlouquecedoras, mas o monge prossegue, tentando encontrar o segredo do horror em suas páginas. Esta missão é representada jogando as três mesas do jogo: "Arkham Asylum", "Dreamlands" e "Cult of The Bloody Tongue".
As mesas podem ser jogadas separadamente, mas também existe um modo "Reinos" onde o jogador percorre as mesas em ordem, e só pode avançar para a próxima mesa realizando todas as Rodadas da atual.
Tal como acontece com os jogos de pinball digital anteriores de KAZe, as tabelas são mostradas em uma perspectiva fixa de três quartos, apresentada com uma trilha sonora de metal gótico, gráficos atmosféricos de alta resolução, ação de 60 FPS e um mecanismo de física incrivelmente detalhado. Embora as tabelas intrincadas permaneçam realistas em sua maior parte, o Necronomicon difere ligeiramente dos pinballs KAZe anteriores com elementos que vão além dos limites do gabinete.
O jogo foi lançado exclusivamente no Japão; apesar de sua relativa escassez, os fãs de pinball digital consideram este o melhor jogo de KAZe, com alguns até chamando-o de melhor mesa de pinball digital em qualquer plataforma.

### Créditos
| - Assistente de programação: Kunihito Hiramatsu - Criador das Terras Proibidas: Takashi Kobayashi - Regras do jogo Literator: Shinichi Oguri - Guerreiros gráficos: Takashi Kobayashi, Mie Owashi, Akiko Nakamura, Masakazu Shimizu - Produtores musicais: Junichiro Kawazoe, Emi Akimoto - Compositor musical (prólogo e epílogo): John Petrucci - Composição musical (exceto prólogo e epílogo) / Efeitos sonoros: Target Laboratory, Yusuke Takahama, Satoshi Nagano, Nobuo Horie, Kenji Kanemitsu, Katsu Ota, Bazooka Studio, Yoshinori Shimizu, Takeshi Hirota, Kazuhiko Ito - Vocal: Kal Swan - Contador de histórias: Barry Gjerde - Letras: Jose Luis Flores - Bibliotecário: John Nkwoji - Diretor: Takashi Kobayashi - Diretor de fotografia: Bill Gove - Produtor: Emi Akimoto - Gerente de Produção: Edward Walsh - Primeiro Diretor Assistente: Thomas Smith - Primeira câmera assistente: Mary Ann Janke - Segunda câmera assistente: Joe Christofori - Feitor: Bobby Thompkins - Melhor menino: Neil Dela Pena - Terceira Elec: Mike Decristofaro - Punho de chave: Tom Doran - Melhor menino: Jim Callanan - Terceiro Grip: Tim Driscoll - Motorista: Peter D'Angelo - Guarda-roupa: Jennifer Engel | - Cabelo e maquiagem: Jean Carney - Mestre de adereços: Graham Haynes - Fotos e vídeo: Akihiro Kodaka - Office PA: Liz O'Kelly - PA: Peter Walsh, Meabh O'Mara, Bob Marks, Charles Walker - Craft SVC: Mark Smith - Limusine: Conexões Limusine - Estágio: alta produção - Câmera: Boston Camera - Insert Car: Shot Maker - Grip Elect: High Output - Casting: Out Casting - Restauração: Prince Street - Estoque bruto: Kodak - Film Lab: Duart - Transferência: Duart - Walkies: alto rendimento - Explorador de localização: Lori Lizotte - Treinador de animais: Ann White - Edição de vídeo promocional: Ichiro Shibata, Yumiko Dobashi - Remix: Satoru Wono - Local de filmagem: Biblioteca Pública de Boston, Massachusetts - Exploradores de bug: Takahisa Kabasawa, Eijiro Okamoto, Hideki Murata, Hideo Kai, Bryan Golden Masuda, Takuma Takano, Yousuke Tomita, Yoshio Hata - Supervisionar: TPO (Tokyo Pinball Organization) - Produtor: Norio Nakagata - Produtor Executivo: Junichiro Kawazoe - Desenvolvido por: Digital Pinball Company KAZe |